# Гірнича емблема

Молоток та кайло

Гірнича емблема - загальноприйнятий символ гірничої справи. Молоток та кайло були в історичному видобутку найважливішими знаряддями праці шахтаря.

## Інструменти

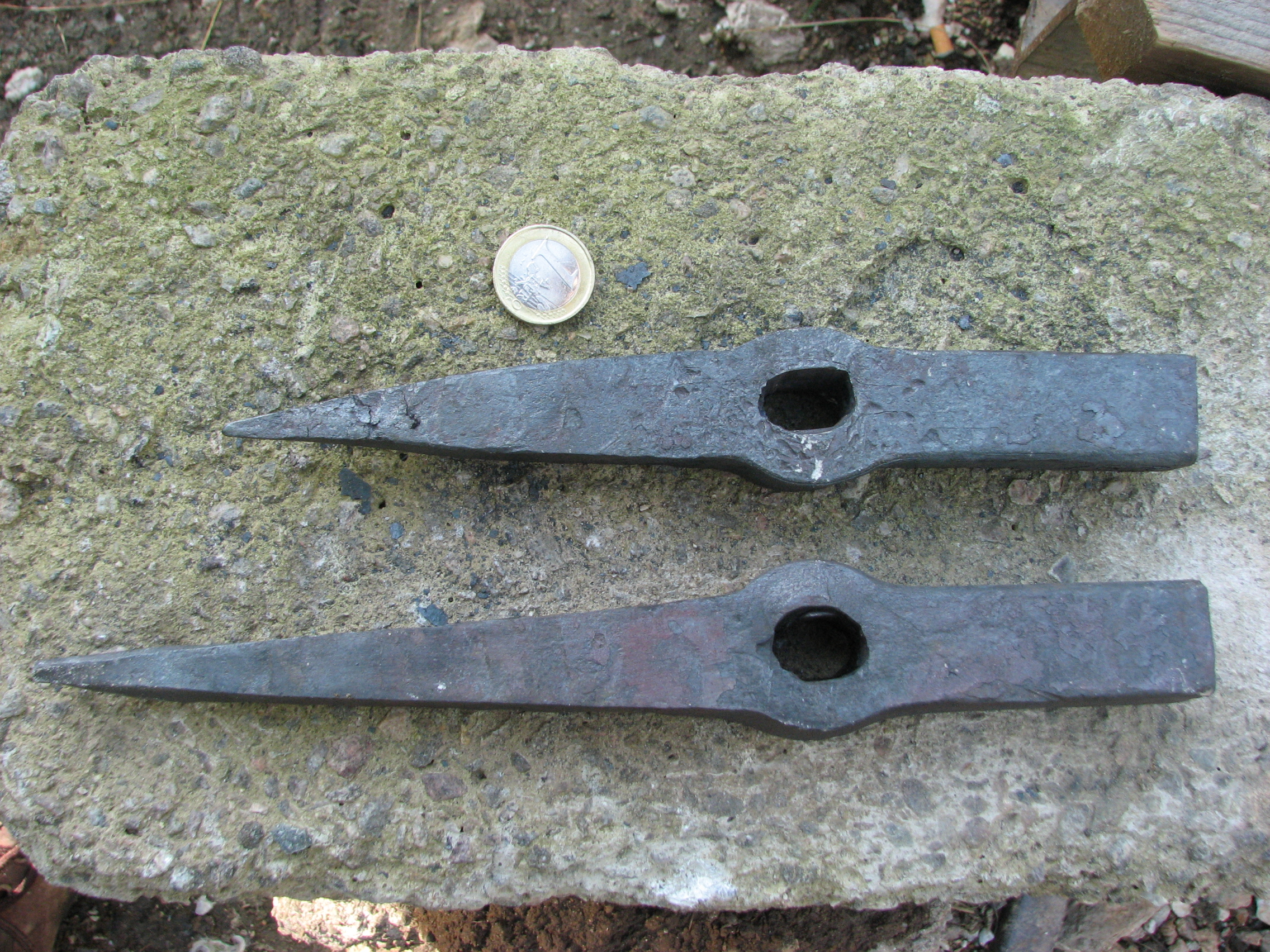
Перероблене залізо (болото)
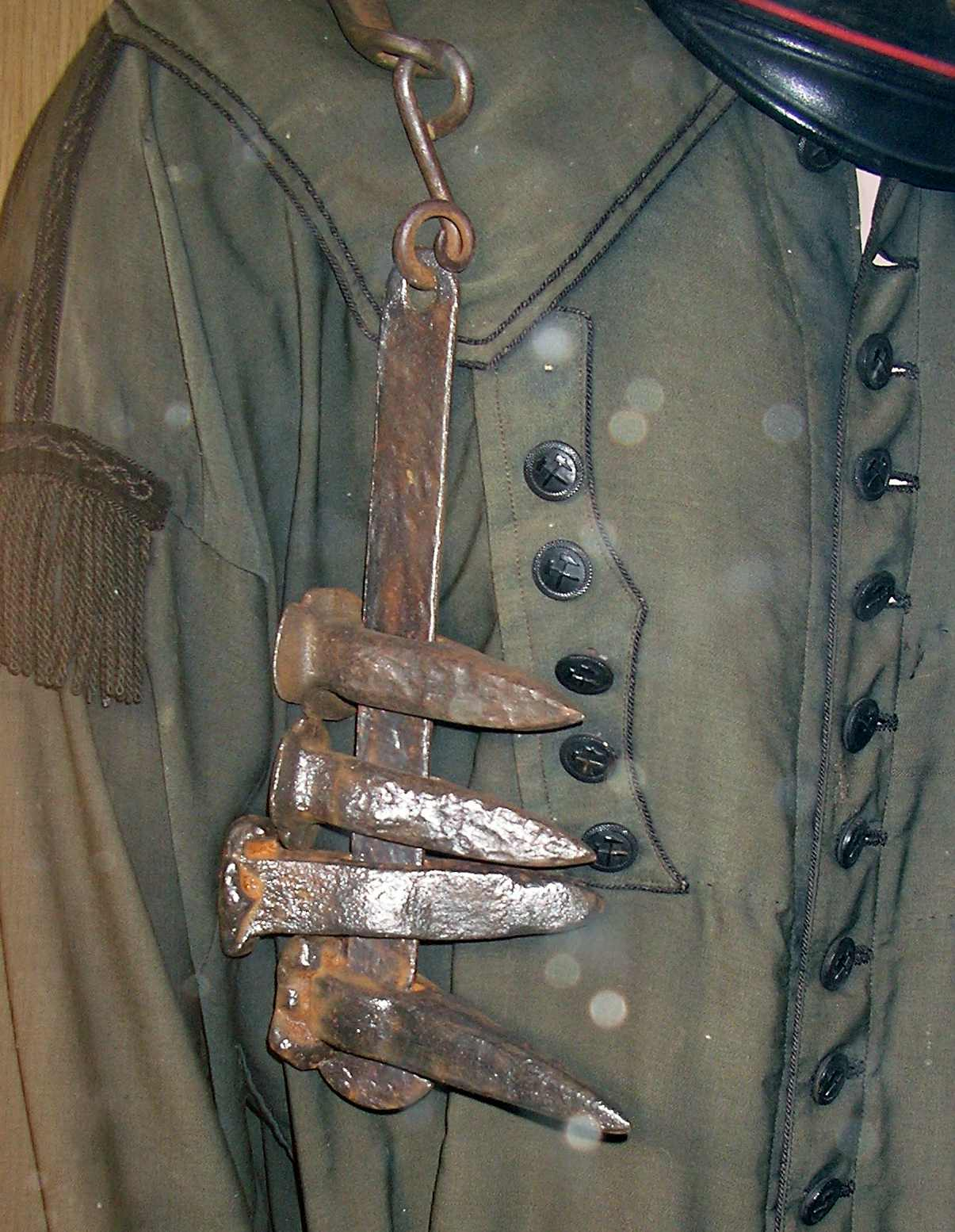
Деталь: чотири з восьми прасок для відновлення на залізних поясах
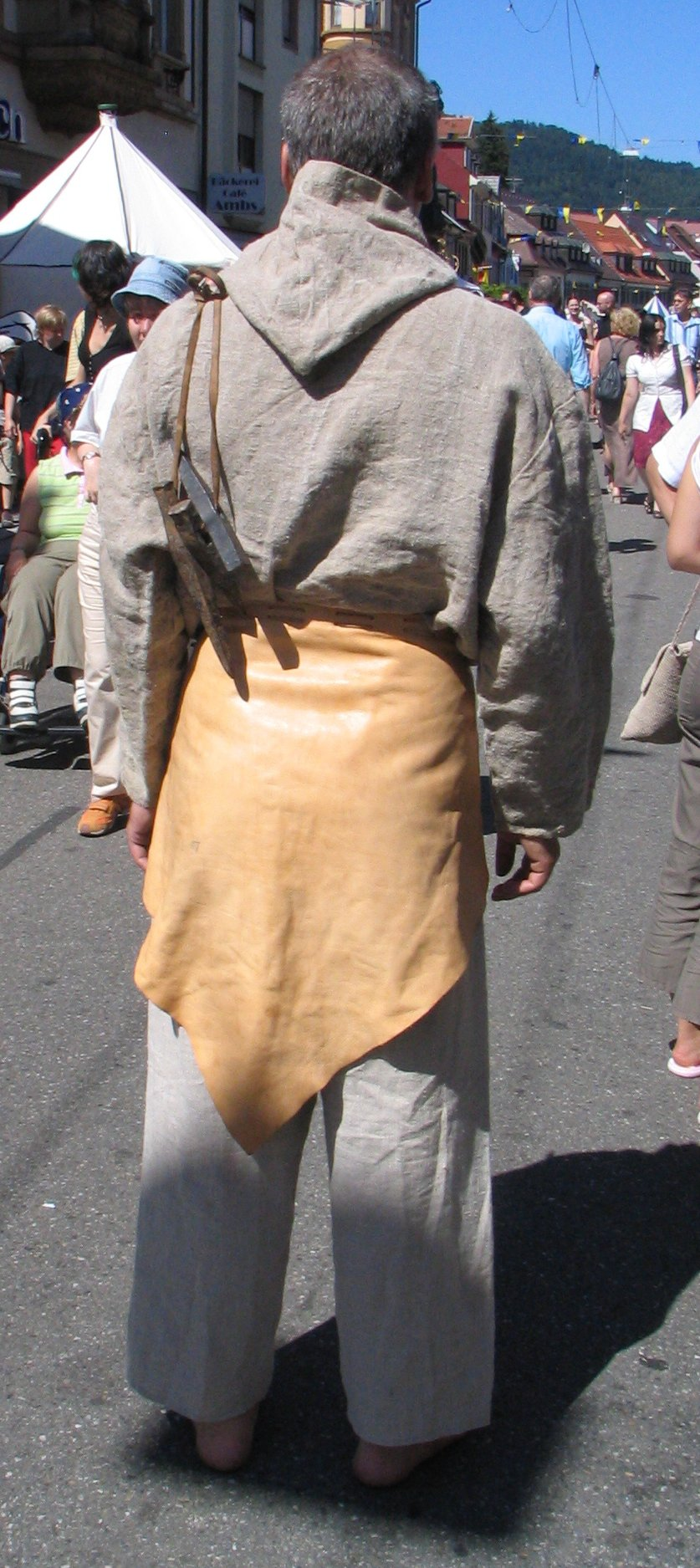
Деталь: чотири з восьми прасок для відновлення на шкіряних ремінцях
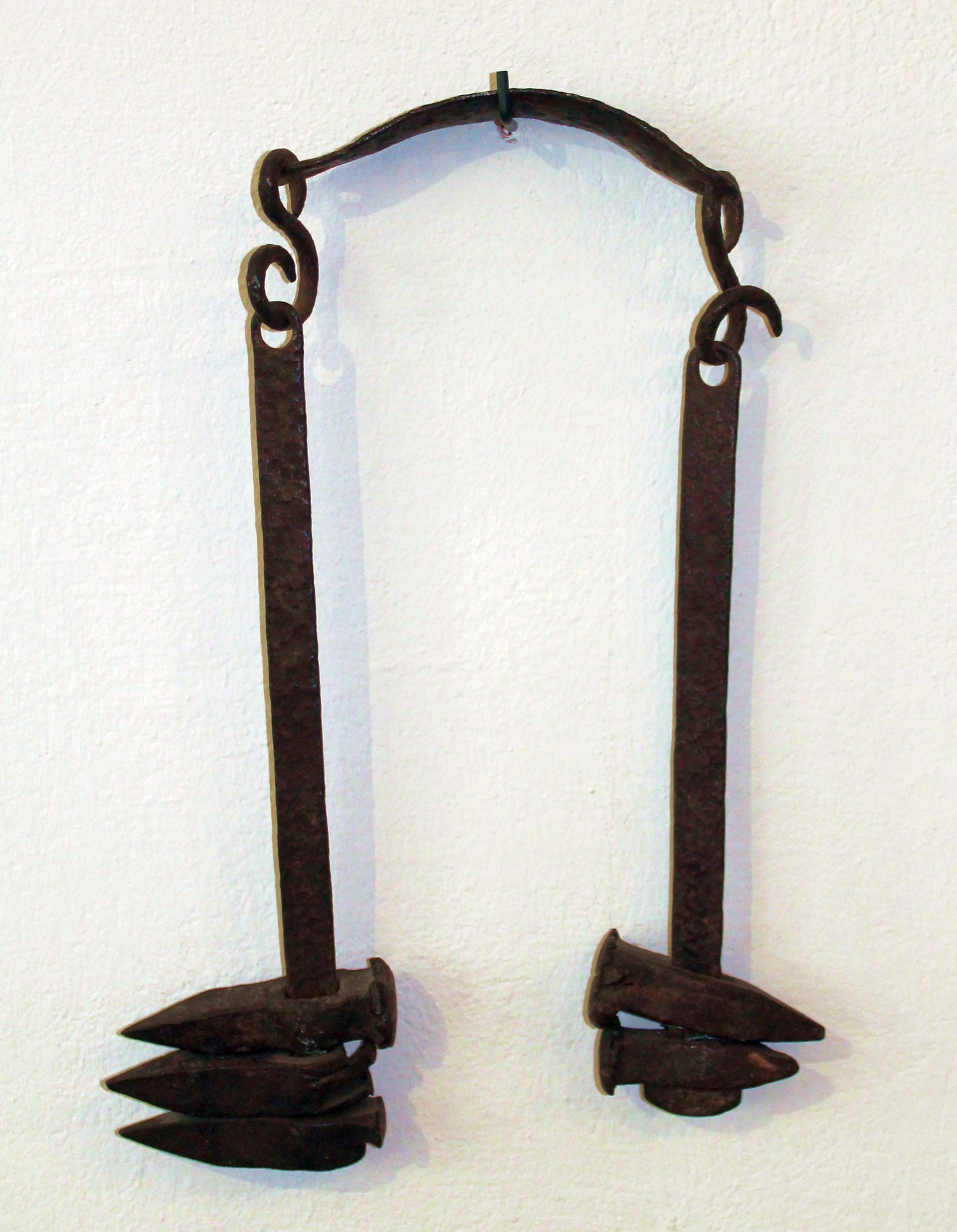
Залізний пояс
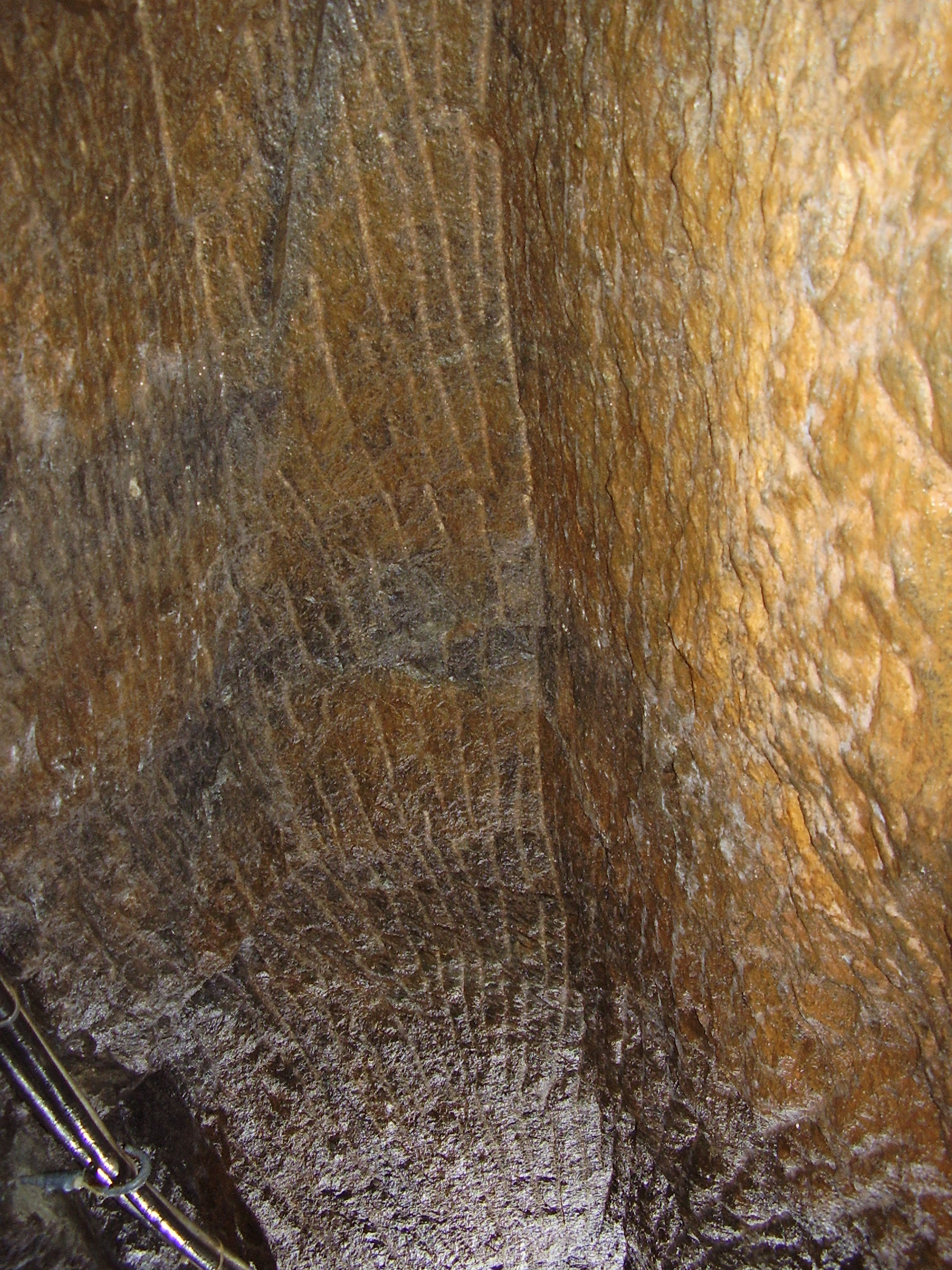
Сліди обробітку породи

Згідно з видобувною термінологією, включає молоток і кирка є важливими інструментами шахтаря.
- Молоток - перкуторний молоток з квадратним перерізом та дерев’яною ручкою.
- Кайло -клиноподібний або долотоподібний інструмент довжиною близько 15 см і шириною 2 см. Кінчик називається селом, обличчя - доріжкою. У праски є посередині вушко, в яке вставляється ручка. Ручка не щільно заклинена в око, а лише відносно вільно вставлений і виступає - як це видно на символі - над загостреним залізом. Таким чином, його можна легко відокремити від ручки і не тільки глибше проникнути в щілину, але і прикріпити нову ручку. Це було необхідно кілька разів під час робочої зміни, оскільки загострене кайло швидко тупилася. Тому шахтар завжди брав із собою на роботу кілька кайл, які після заготівлі в кузні шахтаря знову заточували. Залізний пояс, який раніше був фактично шкіряним, використовувався для транспортування пізніше, приблизно на початку XVII століття, але був розроблений як два плоских шматка заліза з опорним гніздом.[1]

Інші інструменти також використовувались для роботи в районі видобутку корисних копалин, наприклад. Клинові зубила, що використовуються для вибивання м’якшої руди або кварцу. В англійській мові слово кирка (забрати), більш точно відповідає роботі двостороннього вибору (два крила заліза). В інших варіантах зображень використовують перфоратор. Яка форма використовується, залежить від місцевого гірського масиву.
Молотки та кайла раніше використовувались у видобутку корисних копалин. Протягом століть ця ручна робота була єдиною постійною технікою створення тунелів, штреків та стовбурів крізь тверду скелю. Лише в XVII-ХІХ столітті на зміну цьому ремеслу прийшли буропідривні роботи.

Гірнича справа в гербах
Бад-Готтлойба-Берггісгюбель (праця шахтаря)
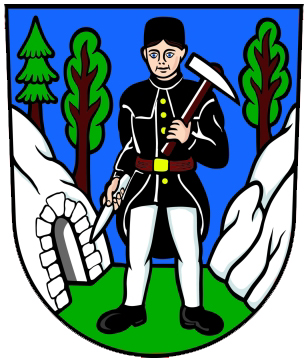
Брунталь
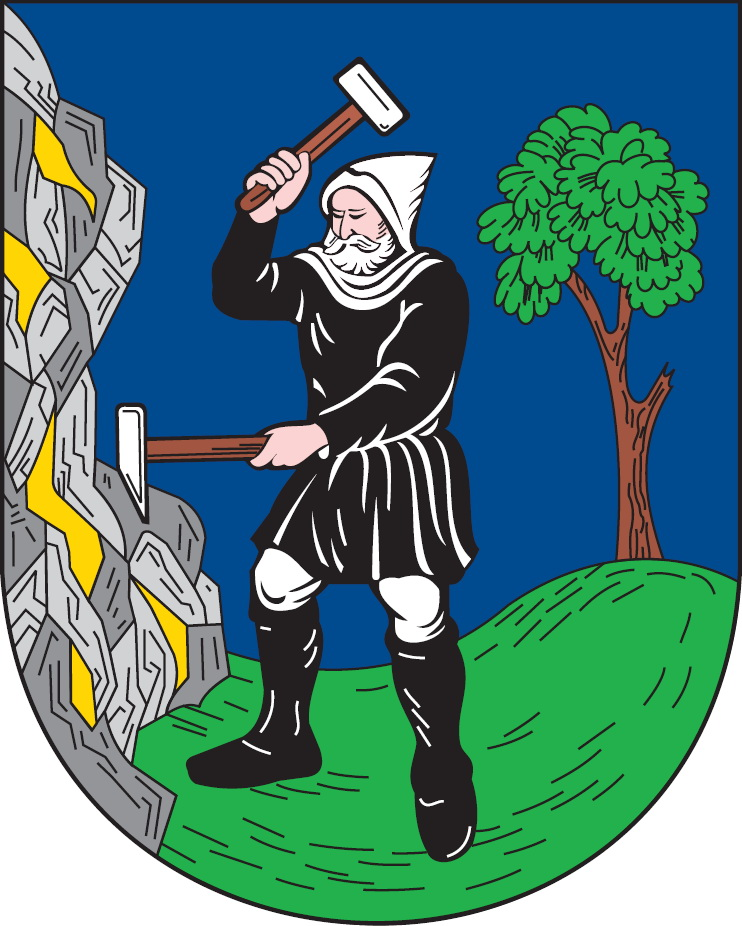
Злате Гори
Злате Гори (прапор)
Величка
Донецьк
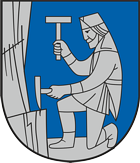
Шладмінг (праця шахтаря)
Купферберг (гірничі інструменти)
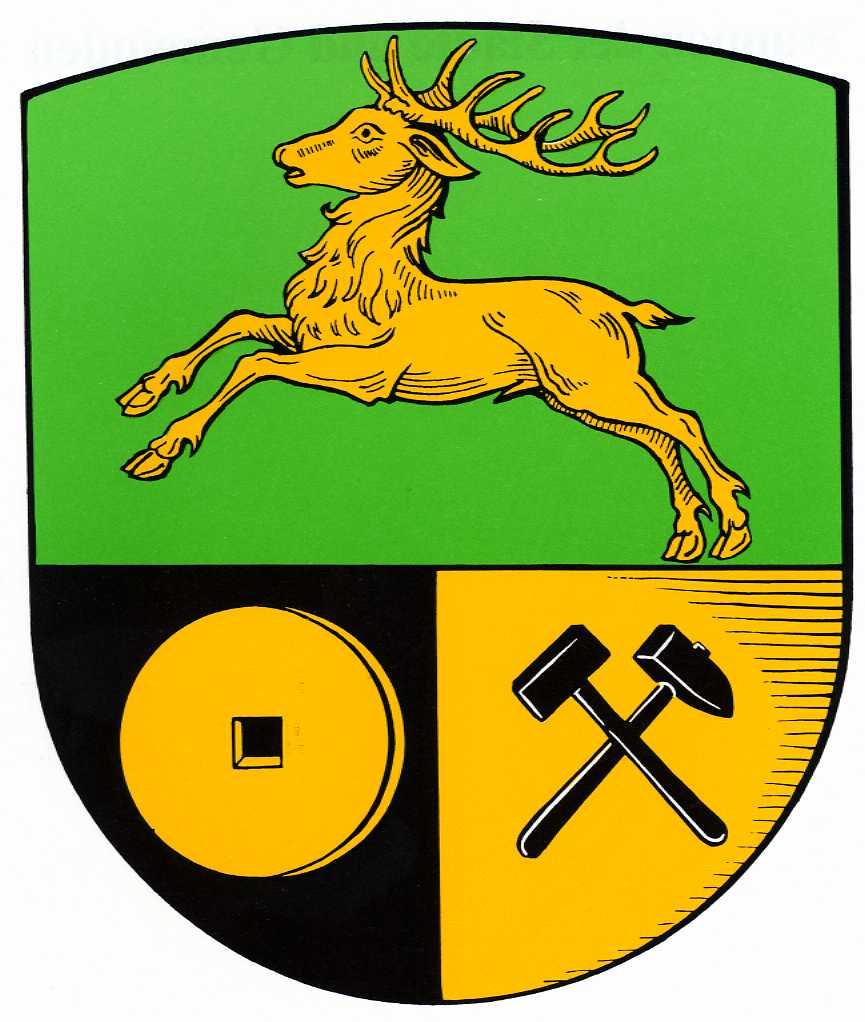
Барзінггаузен (гірничі інструменти)
Гельзенкірхен (гірничі інструменти)
Кауб (гірничі інструменти)
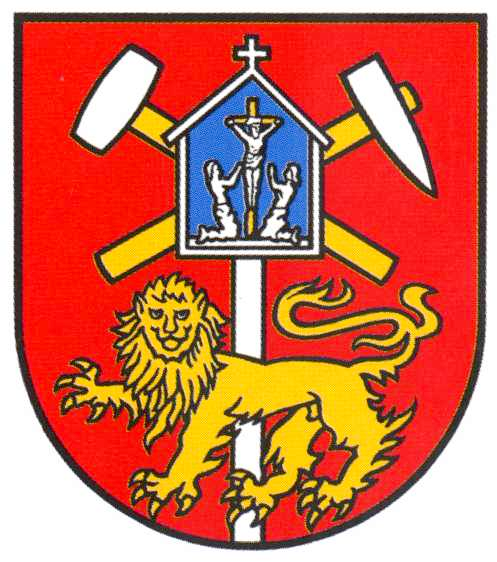
Клаусталь-Целлерфельд (гірничі інструменти)
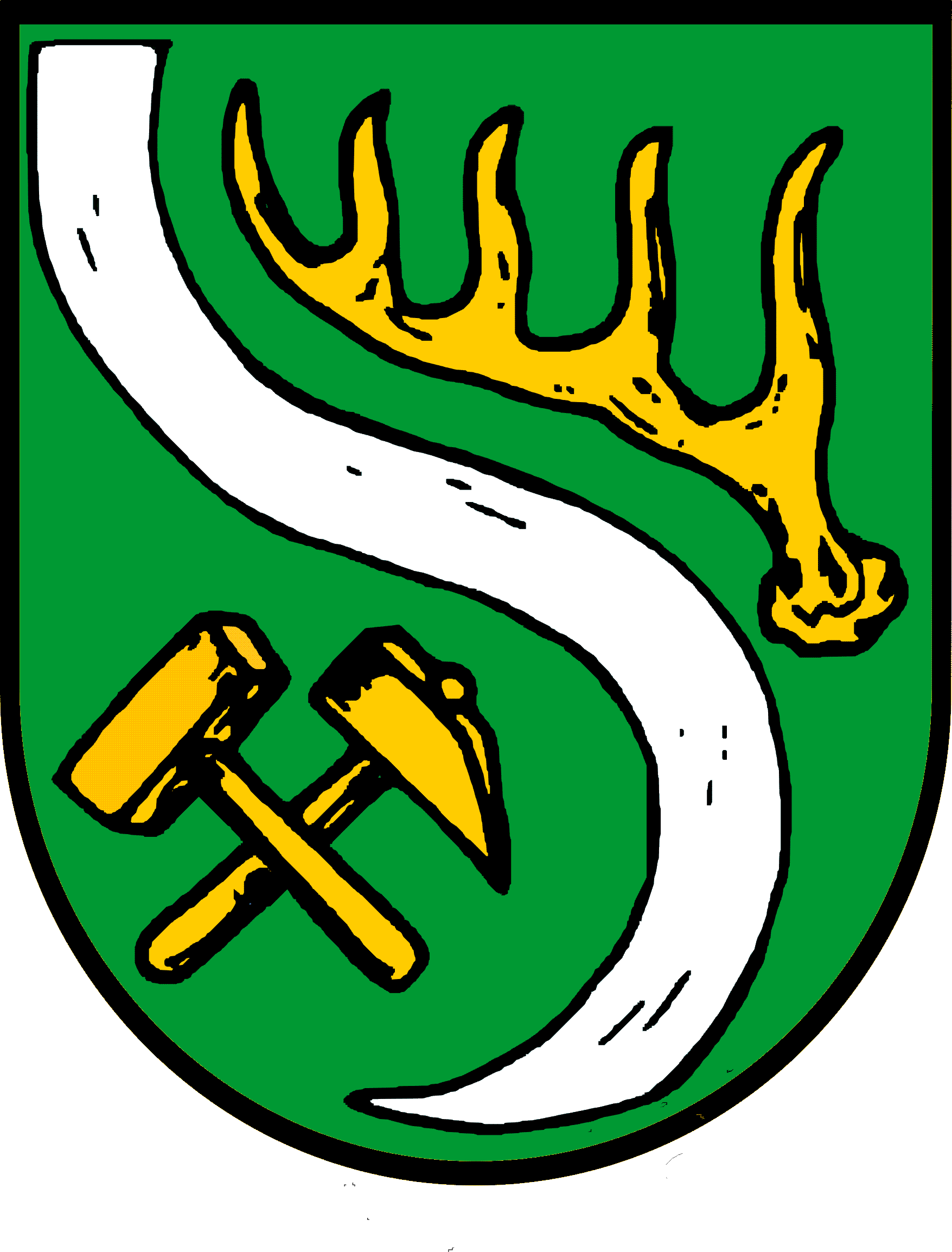
Зібер (гірничі інструменти)
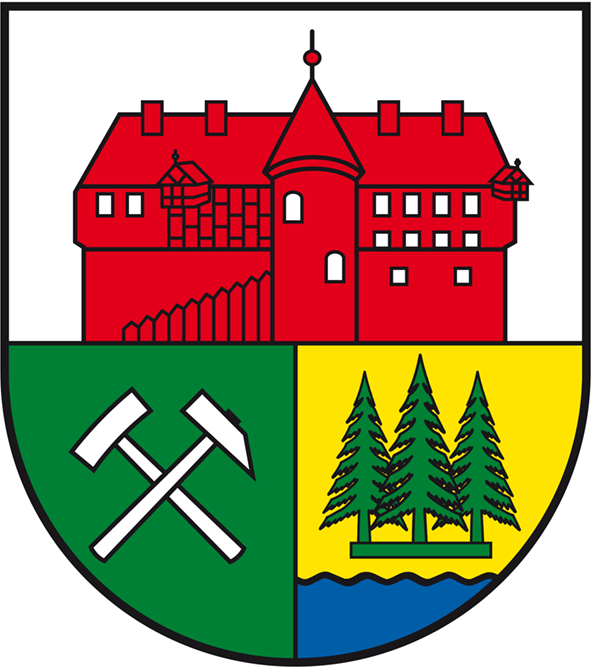
Штиге (гірничі інструменти)
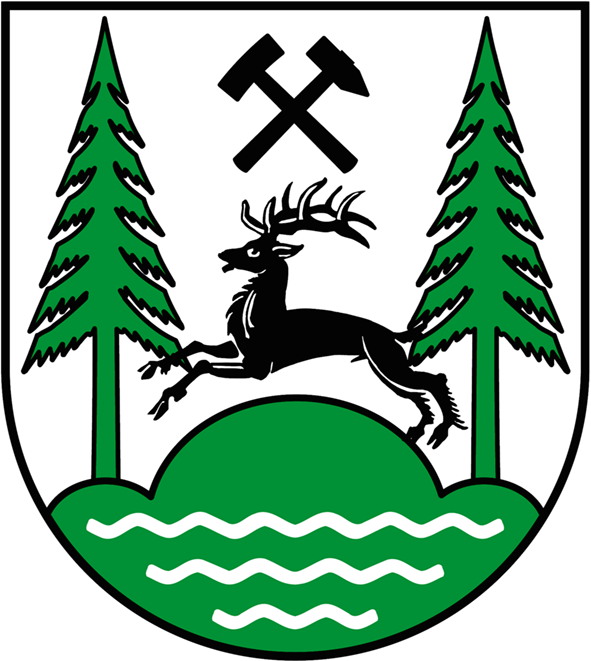
Обергарц-ам-Броккен (гірничі інструменти)
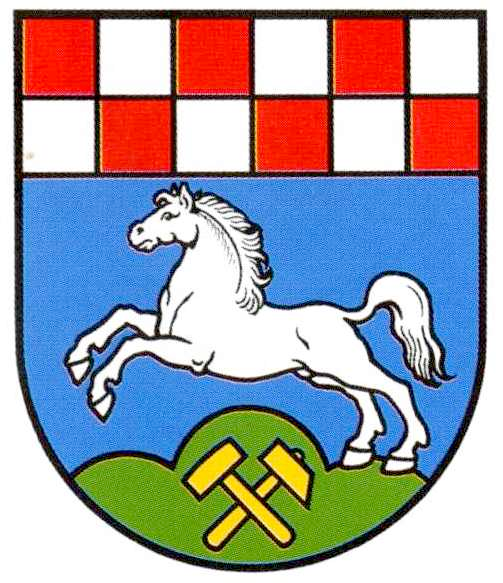
Цорге (гірничі інструменти)
Обервізенталь (гірничі інструменти)
Петржвалд (гірничі інструменти)
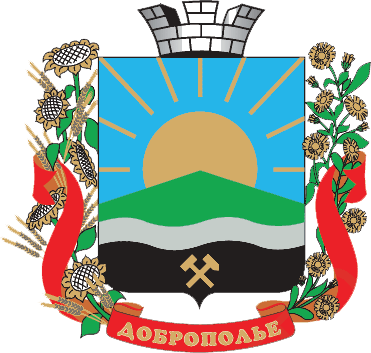
Добропілля (гірничі інструменти
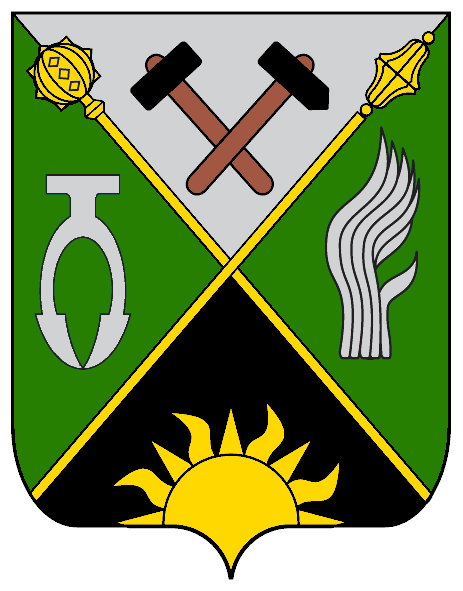
Довжанськ (гірничі інструменти)
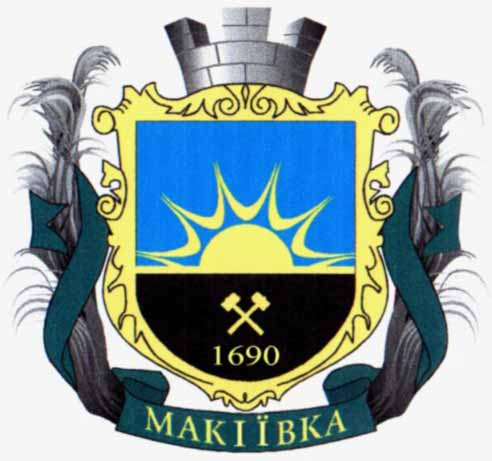
Макіївка (гірничі інструменти)
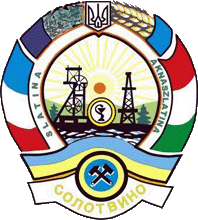
Солотвино
Штеховіце
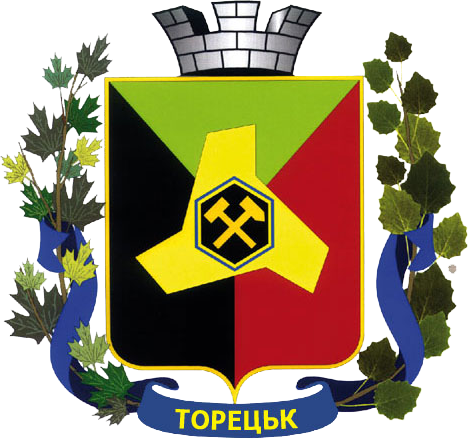
Торецьк (гірничі інструменти)

## Символ
З першої половини XVI століття з'явився шахтарський знак у вигляді двох знарядь у вигляді Андріївського хреста розташовані таким чином, як це знадобилося б шахтареві після роботи: молота ліворуч і кирки праворуч.
При такому розташуванні інструменти можна легко дістати, а ручка киянки знаходиться праворуч правші. Перетин решіток полегшує пошук пари інструментів, торкаючись їх - навіть у темряві; на гербах показано непослідовно, хто з двох знаходиться зверху.
У Німеччині конструкція зазначена у DIN 21800: 1989-06 у вигляді розмірних таблиць.
В Unicode присутній символ ⚒ U + 2692 HAMMER AND PICK (блок Unicode Різні символи). Однак цей міжнародно чинний символ не відповідає встановленій формі.

## Використання

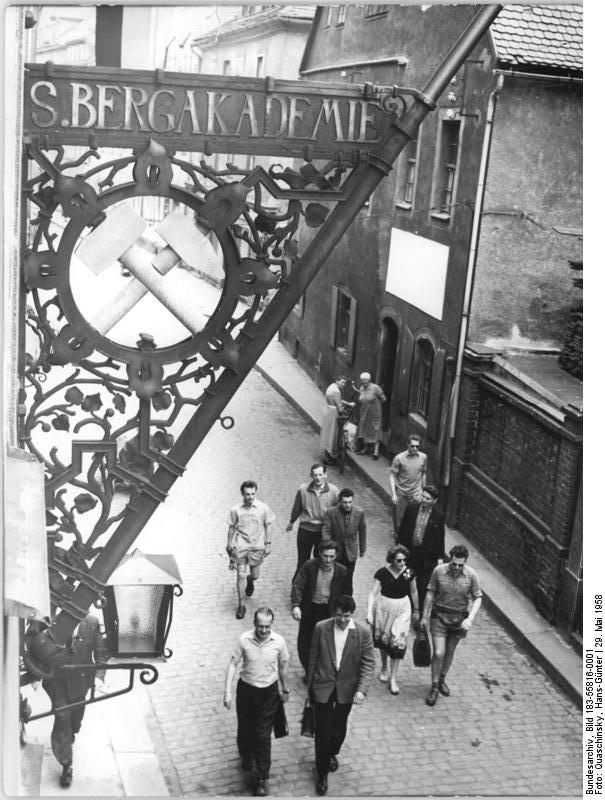
Флагшток біля головної будівлі Фрайберзької гірничої академії (історичне фото)
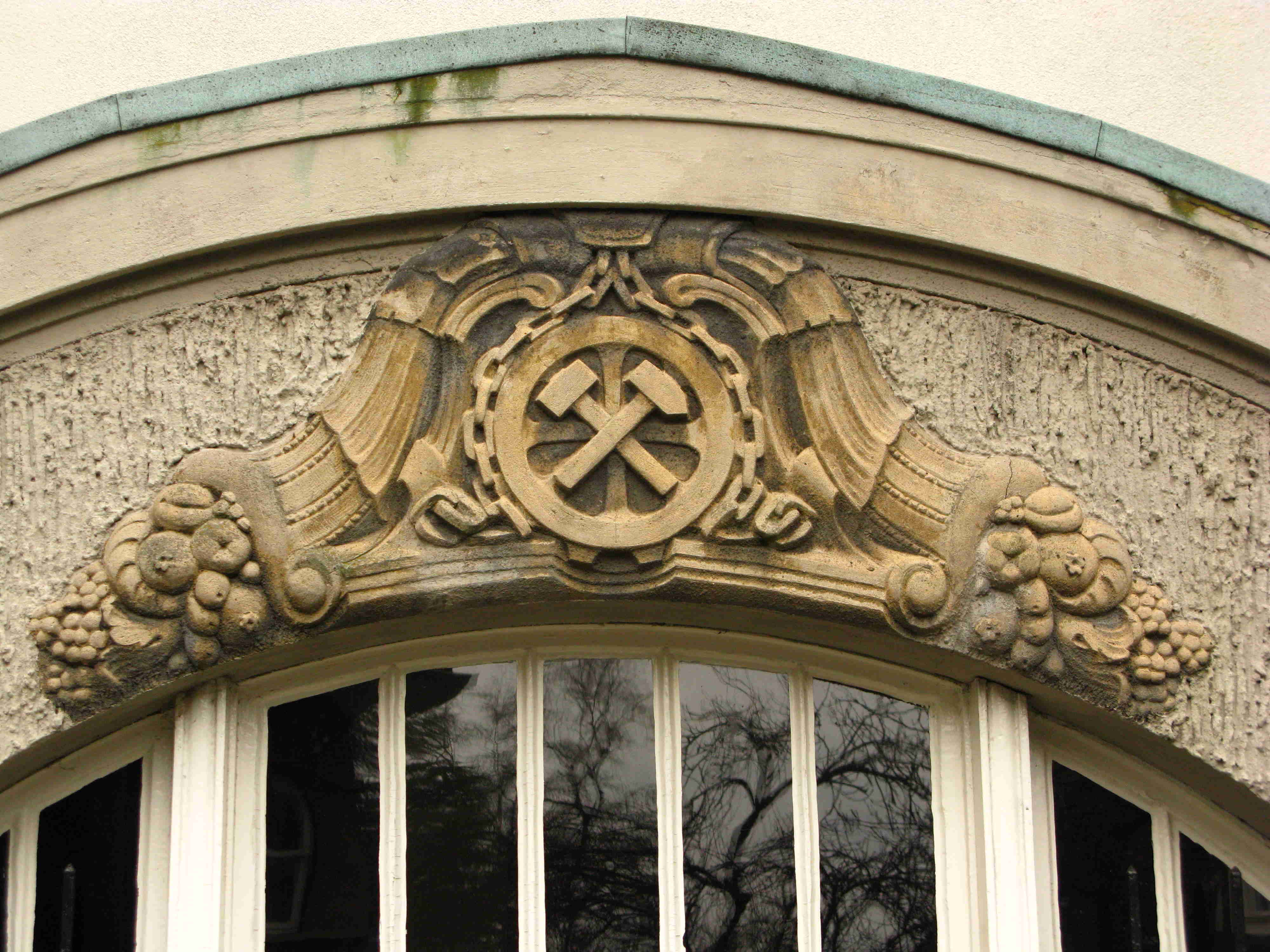
Прикраси будинків в Ессені
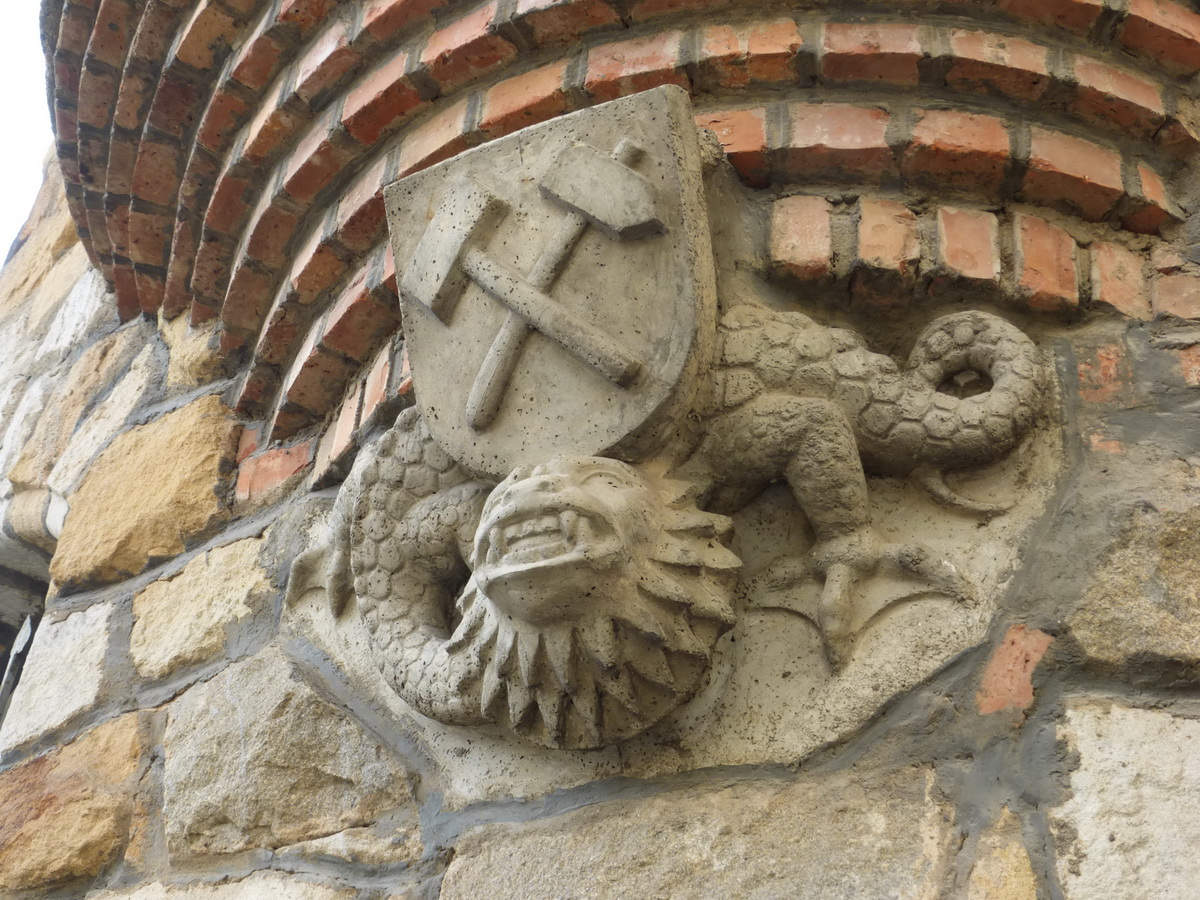
Деталь колишнього адміністративного будинку Bayerische Braunkohlen Industrie AG у Ваккерсдорфі (Верхній Пфальц)
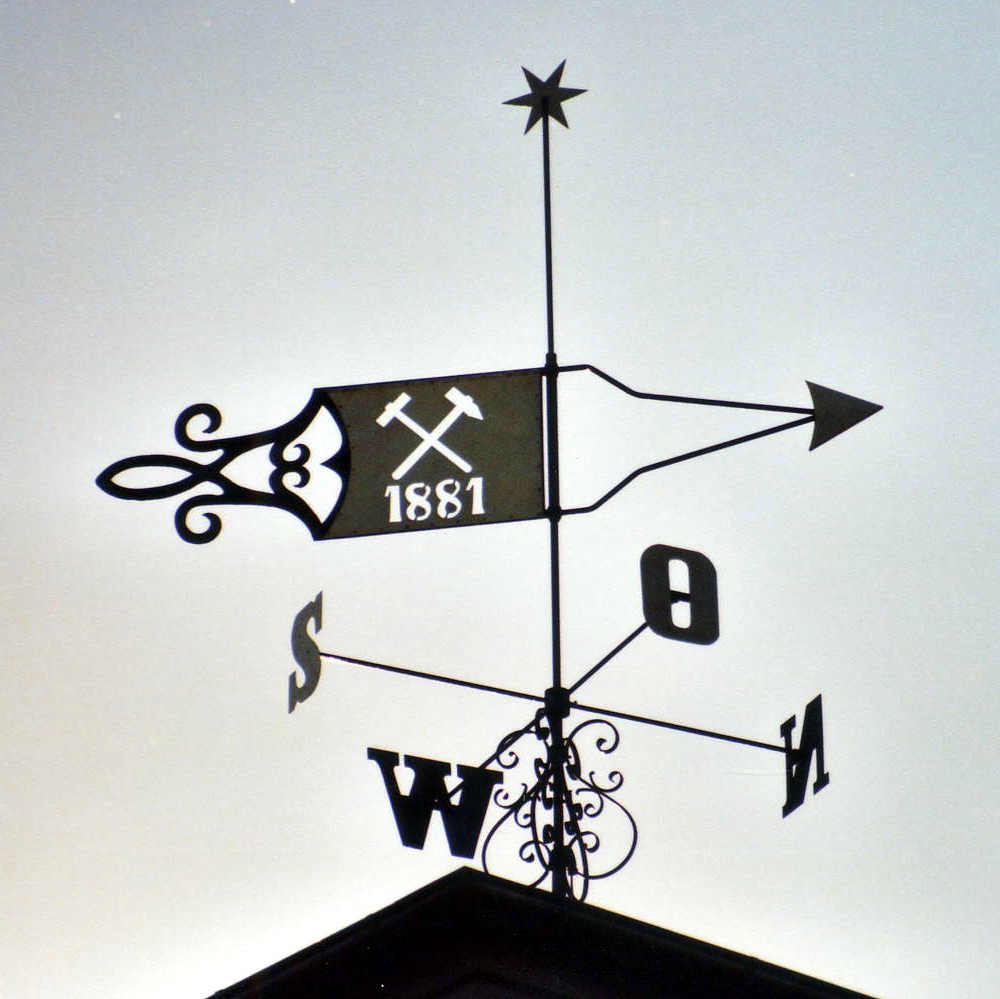
Флюгер брикетної фабрики у Цайці

### Як символ
Сьогодні знак можна знайти в таких значеннях:
- він може означати роботу в цілому і таким чином вказувати "в експлуатації";
- у деяких країнах він символізує дію дорожніх знаків у робочі дні;
- у навчальних посібниках та інших розкладах він означає, що транспортний засіб курсує лише у робочі дні, що в Німеччині, після введення п’ятиденного робочого тижня, продовжували розуміти як з понеділка по суботу, а в інших країнах, наприклад, Чехії, з понеділка по п’ятницю;
- на картах шахтні райони, зокрема шахти або шахти відкритого типу, символізуються цим символом, тоді як «не використовувані» міни символізуються, коли стоять догори ногами;
- знак також використовується для характеристики людини як члена гірничодобувної галузі в найширшому розумінні, наприклад (з перевернутим знаком) у некрологах.

### Як герб
Молотки та кайла також демонструють гірські традиції регіону чи міста на багатьох гербах. Це негеральдична фігура в геральдиці. Колір часто чорний, або геральдичний метал - золото та срібло.

Нова Зеландія
Вісконсін
Колорадо
Карловарський край
Саарбрюкен
Гефельс
Абертами
Боденвер
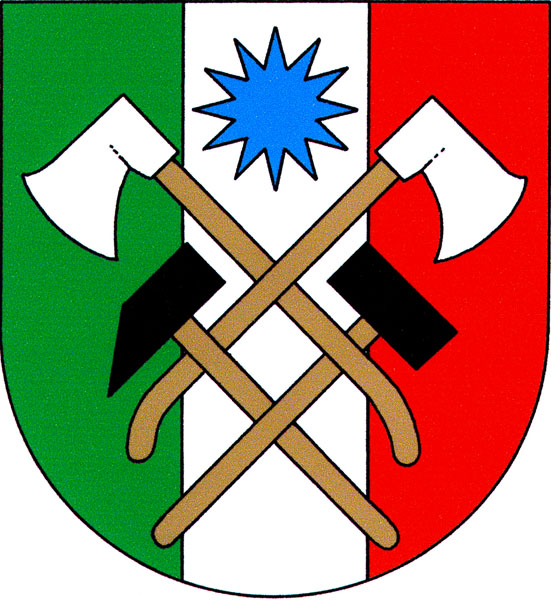
Тельніце